# Eduard Azaryan
 Eduard Azaryan (en russe, Эдуард Альбертович Азарян, en arménien, Էդուարդ Ազարյան, né le 11 avril 1958 à Erevan) est un gymnaste soviétique de nationalité arménienne. Il est champion olympique en 1980 et vice-champion du monde en 1978. C'est le fils d'Albert Azaryan, gymnaste soviétique.